# Distotrephes
Distotrephes is een geslacht van wantsen uit de familie van de Helotrephidae. Het geslacht werd voor het eerst wetenschappelijk beschreven door J.T. Polhemus in 1990.

## Soorten
Het genus bevat de volgende soorten:

- Distotrephes asymmetricus Zettel, 1995
- Distotrephes heveli J. Polhemus, 1990
- Distotrephes jaechi Zettel, 2004
- Distotrephes jii Zettel, 1999
- Distotrephes kodadai Zettel, 1995
- Distotrephes laoticus Zettel, 1999
- Distotrephes maculatus Zettel, 2000
- Distotrephes pavelstysi Zettel, 1999
- Distotrephes sarawakensis Zettel, 1995
- Distotrephes schwendingeri Zettel, 1999
- Distotrephes shepardi Zettel, 1999
- Distotrephes stysi J.T. Polhemus, 1990
- Distotrephes zetteli Papácek & Kovac, 2001